# MaggieMoo's Ice Cream and Treatery
A MaggieMoo's Ice Cream and Treatery é uma cadeia de lojas franquiadas de propriedade e exploração independentes, especializadas em servir sorvetes e outras sobremesas. A primeira MaggieMoo's abriu em 1989 em Kansas City, Kansas. No seu auge, a marca tinha 400 lojas e tinha como objetivo abrir mais de 1.000 lojas. A sede da marca situa-se numa área não incorporada Condado de Fulton, na Geórgia. Quando a MaggieMoo's era uma empresa independente, tinha a sua sede em Columbia, Maryland. Mais tarde, tornou-se uma marca de franquia no portfólio do Global Franchise Group, juntamente com a Marble Slab Creamery, até 2021, depois que o Global Franchise Group foi adquirido pela FAT Brands.

## História
A MaggieMoo's foi fundada em Kansas City, Kansas, por Juel e Katherine Tillery. Depois de decidirem abrir uma sorveteria, estavam à procura de um nome. Deram à sua loja o nome de uma vaca de uma quinta por onde passavam todos os dias, a quem a sua filha mais nova chamava carinhosamente “MaggieMoo”. Os Tillerys tiveram grande sucesso na sua loja inicial e começaram a lançar um programa de franquia. Em 1996, havia cerca de 90 unidades abertas, majoritariamente em Kansas City e nos mercados do Centro-Oeste circundante.
Mas o sistema de franquia estava subcapitalizado e necessitava de uma gestão experiente, bem como de capital. Os Tillerys venderam a empresa a Richard Sharoff, que era um veterano da indústria alimentar e de franquias, tendo sido anteriormente um franquiado de 30 lojas do Boston Market e presidente da Vie de France. Sharoff angariou o capital necessário para a expansão e transferiu a sede para Columbia, Maryland. Criou uma equipe de profissionais de franquia e de restauração, ao mesmo tempo que melhorava drasticamente a marca, o design das lojas e os sistemas operacionais. Sharoff contratou a empresa de marketing River City Studios, que colaborou com o cartoonista de Kansas City, Charlie Podrebarac, para criar a personagem MaggieMoo, o logótipo e a “Cauda de MaggieMoo”, que se tornou a “vaca porta-voz” da cadeia. O programa de franquia teve um crescimento explosivo sob a liderança de Sharoff e a cadeia celebrou a abertura da sua 100ª unidade em Phoenix, Arizona, em 2003.
Em 2003, Sharoff vendeu os seus interesses na empresa ao seu sócio Stuart Olsten, que contratou John Jamison, executivo da Panera Bread, para substituir Sharoff. Em fevereiro de 2007, a empresa foi vendida à NexCen Brands, Inc. por um valor de US$ 16 milhões. O Global Franchise Group adquiriu a NexCen em julho de 2010.
Em 28 de junho de 2021, o Global Franchise Group anunciou que seria adquirido pela FAT Brands (NASDAQ: FAT) é uma empresa líder global em franchising e detém 17 marcas de restaurantes que consistem em 2.300 unidades em todo o mundo, incluindo Round Table Pizza, Fatburger, Marble Slab Creamery, Johnny Rockets, Fazoli's, Twin Peaks, Great American Cookies, Hot Dog on a Stick, Buffalo's Cafe & Express, Hurricane Grill & Wings, Pretzelmaker, Elevation Burger, Native Grill & Wings, Yalla Mediterranean, Ponderosa e Bonanza Steakhouses. A aquisição foi concluída em julho de 2021. Após a aquisição, a MaggieMoo's reduziu as suas operações e a maioria dos locais foi convertida em Marble Slab Creamery.